# محمد حسين القزويني
محمد حسين هادي صالح القزويني (1900 - 1985) شاعر عراقي. ولد في الهندية ونشأ فيها يقرأ القرآن الكريم ، ومبادئ العلوم، ثم ارتحل إلى النجف فدرس فيها وبرز في الفقه الجعفري والأدب العربي. عاد إلى مسقط رأسه، وتابع فيها أعمال والده في الزراعة، وكان في أوقات فراغه يستقبل الأدباء ويساجلهم. له شعر قليل، لكنّه جيّد متنوّع المناسبات والأغراض. أورد له كتاب البابليات عددًا من القصائد والمقطوعات الشعرية، وله ديوان مخطوط. توفي في مسقط رأسه. 

## سيرته
هو محمد حسين بن هادي بن صالح القزويني. ولد في مدينة الهندية (لواء الحلة) في عام 1900م/ 1318 هـ. تعلم مبادئ القراءة والكتابة على أبيه، إضافة إلى قواعد اللغة العربية، ثم اتجه إلى مدينة النجف لإتمام تحصيله العلمي، فتلقى الفقه وعلوم الحديث والتفسير على يد العلماء ومراجع الفتيا في زمانه. كان رجل دين يقوم بالمهام الشرعية مرشدًا وواعظًا. كان خفيف الروح، مليح النكتة يكثر من الدعابات البريئة.

توفي في مسقط رأسه سنة 1406 هـ/ 1985 م.

## شعره
```
ذكره 
عبد العزيز البابطين
 في معجمه وقال «يدور ما أتيح من شعره حول الرثاء الذي اختص به آل البيت، وله شعر في المدح، وكتب التشطير والتخميس، كما كتب المراسلات الشعرية الإخوانية، وله شعر وجداني غزل يقتفي فيه أثر أسلافه لغة وأفكارًا وخيالاً، وكتب معبرًا عن وفائه وإخلاصه للأهل والعشيرة. اتسمت لغته بالمرونة مع ميلها إلى المباشرة، وخياله ينشط في بعض لفتاته. التزم الوزن والقافية.»
[
2
]
```